# Laura Mulvey
Laura Mulvey (* 15. srpna 1941, Oxford, Spojené království) je britská režisérka, scenáristka, producentka, filmová a kulturní teoretička.

## Biografie
Narodila se v Oxfordu, středoškolské vzdělání získala na St.Paul's Girls School, Hammersmith v Londýně, poté úspěšně absolvovala obor historie na St.Hilda's College v Oxfordu. Od roku 1975 působila v mnoha institucích především jako profesorka filmových studií v Londýně (na Royal College of Art (1976), Bulmershe College (1978-82) či London College of Printing (1983-90)), mezi léty 2000 a 2003 pracovala jako režisérka v AHRB Centre for British Film and Television Studies. Během svého života také hostovala na mnoha světově uznávaných vysokých školách a institucích-jednalo se například o Institut filmových a mediálních studií na Univerzitě J. W. Goetha ve Frankfurtu nad Mohanem, Katedru ženských studií na Státní univerzitě Ohio, či Katedru filmových studií na Univerzitě New York. Je také čestnou členkou Společnosti pro filmová a mediální studia (Society for Cinema and Media Studies), či členkou Britské akademie (British Academy). Od roku 1999 působí jako profesorka filmových a mediálních studií na Birbeck College v Londýně.

## Publikační činnost
Začátkem 70. let začínala jako filmová kritička například v časopisech Spare Rib či Seven Days. Mnoho z těchto jejích časných prací se věnovalo diváckému ztotožnění s filmovým obrazem a jeho vztahu k mužskému pohledu. Tato tematika je náplní i její nejvýraznější eseje Vizuální slast a narativní film (Visual Pleasure and Narrative Cinema) publikované roku 1975 v časopise Screen. Práce je všeobecně považována za první stať feministické filmové teorie a pomohla ji ustanovit samostatnou a legitimní oblastí studia. Autorka zde kritizuje projekci patriarchálního uspořádání světa do tradičního filmu, v němž muž je ten, kdo se dívá (subjekt) a žena je ta, která je vystavována (objekt). Ve své koncepci přitom vychází z psychoanalýzy a zdůrazňuje Freudův pojem slast s dívání se (skopofolie), jíž se muž účastní aktivně a žena pasivně. Díváním ale není míněn jen obyčejný pohled, ale přímo zírání, zmocňování se pohledem (anglicky gaze). Žena se navíc stává erotickým objektem ve dvou rovinách-pro diváka a i pro hlavního hrdinu, s nímž se mnohdy divák identifikuje pro touhu zmocnit se ženy na plátně, kterou však může mít jen hrdina. Dle Mulvey se pak především díky filmové technice (kontrast světla na plátně a šera v sále, pohyb kamery souběžně se zrakem diváka a tím jeho identifikace s daným záběrem (např. záběr sjíždějící po dlouhých ženských nohách) reprodukuje patriarchální ideologii. Z toho důvodu navrhuje Mulvey především změnu práce s kamerou, která už by nenapomáhala vytvářet falešnou iluzi světa (změna by měla spočívat především v střídání filmových záběrů a záběrů na filmový štáb, aby se přetrhl hladký průběh děje a tím pádem i reprodukce ideologie). Z jejich publikací lze dále jmenovat díla Douglas Sirk (1972)-kolekci esejí zpracovanou ve spolupráci s Jonem Hallidayem, dále pak sbírky esejů Visual and Other Pleasures (1989), Citizen Kane (1992), Fetishism and Curiosity (1996) či Death Twenty-four Times a Second (2006). Dále je Mulvey autorkou více než čtyřiceti článků a samostatných esejí, mezí něž patří i Několik myšlenek o fetišismu v kontextu současné kultury (Some Thoughts on Theories Fetishism in the Context of Contemporary Culture (1993))- autorka v kontextu feministické filmové teorie srovnává Freudovu a Marxovu teorii ve vztahu k fetišismu a mechanismu popření. Marx v rámci komoditního fetišismu hovoří o popření dělnické práce, kdežto Freuda u sexuálního fetišismu o popření mateřského těla. Popření těla a popření práce představují v komoditní kultuře zdroj a původ hodnoty-obě teorie fetišismu tedy vedou ke spojení erotického zobrazení ženy s erotickým zobrazením komodity. Ve filmu se tím pádem erotické zobrazení ženy mění v komoditu a žena je zároveň konzumentkou komodit, aby se sama stala touto komoditou.

## Filmová tvorba
V letech 1974-1982 spolupracovala se svým manželem Peterem Wollenem na šesti filmových projektech týkajících se především feministické teorie, sémiotiky a psychoanalýzy:
- Penthesilea: Královna Amazonek (Penthesilea: Queen of the Amazons (1974)), zobrazuje pozici ženy ve vztahu k patriarchální ideologii, symbolickému jazyku a mužské fantazii.
- Hádanky Sfingy (Riddles of the Sphinx (1977)) aplikuje to, co proklamovala ve své eseji Vizuální slast a narativní film-přerušit tok děje a změnit tím vztah diváka k ženské postavě-kombinuje vlastní čtení přímo na kameru (o legendě o Sfinze a Oidipovou výhrou nad jejími hádankami, přičemž podrobuje kritice tradiční výklad jeho činu jako přechod od matriarchátu k patriarchátu) a dějovou část týkající se především Louisy, která bojuje se svým mateřstvím v patriarchální společnosti a je reprezentována prostřednictvím fragmentálního užití dialogu a zobrazováni.
- Amy! (1979) je příběh o letkyni Amy Johnson, ve kterém se promítají teorie Mulvey a Wollena týkající se především deestetizace ženského těla a relativismu. Nesoustředí se na faktický příběh letkyně, ale podobně jak v Hádankách Sfingy se jedná o montáž různých způsobů filmové prezentace.
- Frida Kahlo and Tina Modotti (1982)
- Zlá sestra (The Bad Sister (1982))
- Crystaled Gazing (1982) snímek představující Londýn během odstoupení Margaret Thatcherové, několikrát kritizovaný pro absenci podpory feminismu. Jako jediný z jejích společných filmů s Wollenem se feministické problematiky téměř nedotýká a to především z autorčiny obavy o nevyváženost snímku.

Zatím jejím posledním filmovým dílem je film Disgraced Monuments, natočený po autorčině filmové pauze až roku 1991. Jedná se o její sólový dokumentární projekt, ve kterém se věnovala osudu státního umění v zemích bývalého Sovětského svazu.
Její díla jsou zlomová nejen feministickou problematikou, ale především tím, jakým způsobem spojují tematiku filmové teorie, feminismu a psychoanalytické teorie S. Freuda a J. Lacana.